# Сюаньчен
Сюаньчен (спрощ.: 宣城; піньїнь: Xuānchéng) — міський округ у китайській провінції Аньхой.

## Географія
Сюаньчен розташовується у південно-східній частині провінції.

### Клімат
Місто знаходиться у зоні, котра характеризується вологим субтропічним кліматом. Найтепліший місяць — липень із середньою температурою 28.4 °C (83.1 °F). Найхолодніший місяць — січень, із середньою температурою 3.3 °С (37.9 °F).
| Клімат Сюаньчена (район Сюаньчжоу) | Клімат Сюаньчена (район Сюаньчжоу) | Клімат Сюаньчена (район Сюаньчжоу) | Клімат Сюаньчена (район Сюаньчжоу) | Клімат Сюаньчена (район Сюаньчжоу) | Клімат Сюаньчена (район Сюаньчжоу) | Клімат Сюаньчена (район Сюаньчжоу) | Клімат Сюаньчена (район Сюаньчжоу) | Клімат Сюаньчена (район Сюаньчжоу) | Клімат Сюаньчена (район Сюаньчжоу) | Клімат Сюаньчена (район Сюаньчжоу) | Клімат Сюаньчена (район Сюаньчжоу) | Клімат Сюаньчена (район Сюаньчжоу) | Клімат Сюаньчена (район Сюаньчжоу) |
| Показник                           | Січ.                               | Лют.                               | Бер.                               | Квіт.                              | Трав.                              | Черв.                              | Лип.                               | Серп.                              | Вер.                               | Жовт.                              | Лист.                              | Груд.                              | Рік                                |
| Середня температура, °C            | 3,3                                | 4,7                                | 9,3                                | 15,6                               | 20,9                               | 24,7                               | 28,4                               | 28,2                               | 23,2                               | 17,7                               | 11,6                               | 5,5                                | 16,1                               |
| Норма опадів, мм                   | 46                                 | 74.5                               | 107.7                              | 135.3                              | 152.2                              | 205.1                              | 168.2                              | 118.1                              | 104.4                              | 70.8                               | 58.7                               | 38.1                               | 1279.1                             |
| Днів з опадами                     | 10,3                               | 11,9                               | 14,4                               | 14,8                               | 14                                 | 12,6                               | 11,9                               | 11,3                               | 11,5                               | 10,4                               | 10,3                               | 9,6                                | 143                                |
| Вологість повітря, %               | 74.8                               | 76.3                               | 76.7                               | 77.5                               | 77.3                               | 79.8                               | 80                                 | 78.9                               | 80.3                               | 78.1                               | 76.2                               | 74                                 | 77.5                               |
| ---------------------------------- | ---------------------------------- | ---------------------------------- | ---------------------------------- | ---------------------------------- | ---------------------------------- | ---------------------------------- | ---------------------------------- | ---------------------------------- | ---------------------------------- | ---------------------------------- | ---------------------------------- | ---------------------------------- | ---------------------------------- |
| Джерело: Weatherbase               |                                    |                                    |                                    |                                    |                                    |                                    |                                    |                                    |                                    |                                    |                                    |                                    |                                    |

## Адміністративний поділ
Міський округ поділяється на 1 район, 2 міста і 4 повіти:
| Карта                                          | Карта     | Карта    | Карта            |
| ---------------------------------------------- | --------- | -------- | ---------------- |
| Цзін Цзінде Цзісі Сюаньчжоу Нінго Лансі Гуанде |           |          |                  |
| Статус                                         | Назва     | Оригінал | Населення (2020) |
| Район                                          | Сюаньчжоу | 宣州区   | 774 332          |
| Місто                                          | Гуанде    | 广德市   | 499 132          |
| Місто                                          | Нінго     | 宁国市   | 388 097          |
| Повіт                                          | Лансі     | 郎溪县   | 311 513          |
| Повіт                                          | Цзінде    | 旌德县   | 112 368          |
| Повіт                                          | Цзін      | 泾县     | 275 837          |
| Повіт                                          | Цзісі     | 绩溪县   | 138 784          |